# Trigonia killipii
Trigonia killipii är en tvåhjärtbladig växtart som beskrevs av Macbride. Trigonia killipii ingår i släktet Trigonia och familjen Trigoniaceae. Inga underarter finns listade i Catalogue of Life.